# شهرداری بردسکن
شهرداری بردسکن سازمانی عمومی غیردولتی است که مسئولیت اجرایی مدیریت شهری در بردسکن را بر عهده دارد. شهرداری بردسکن در سال ۱۳۴۰ تأسیس شد. محمدحسین مدیح شهردار کنونی این شهر است.